# Воденска декларация
Воденската декларация е декларация, изработена от сръбското правителство в 1918 година, с която македонските славяни се обявяват за обединение със Сърбия в обща югославска държава.

## История
След края на Първата световна война Сърбия се опитва да спре опитите за поставяне на дневен ред на Македонския въпрос на мирната конференция. Като резултат от това правителството подготвя декларация и меморандум, в които се говори, че македонските славяни са югославско племе, а Македония е югославска земя и самите македонски славяни са декларирали своята воля за обединение с Кралство Югославия. Под декларацията се подписва сърбоманинът Григор Хаджиташкович заедно с група съмишленици, с което се цели да се даде легитимност на тези документи.